# Georg Eisenreich

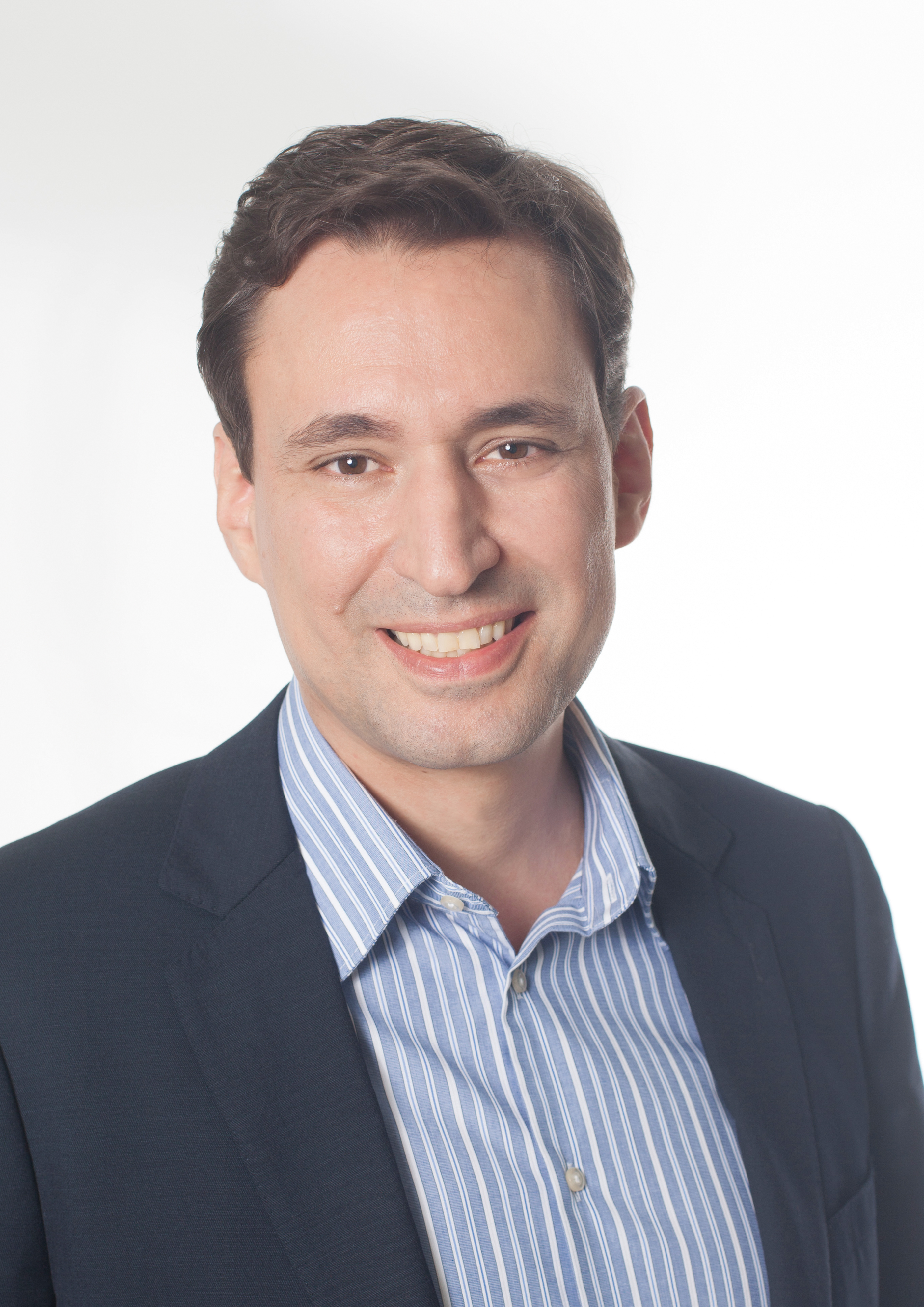
Georg Eisenreich, 2018

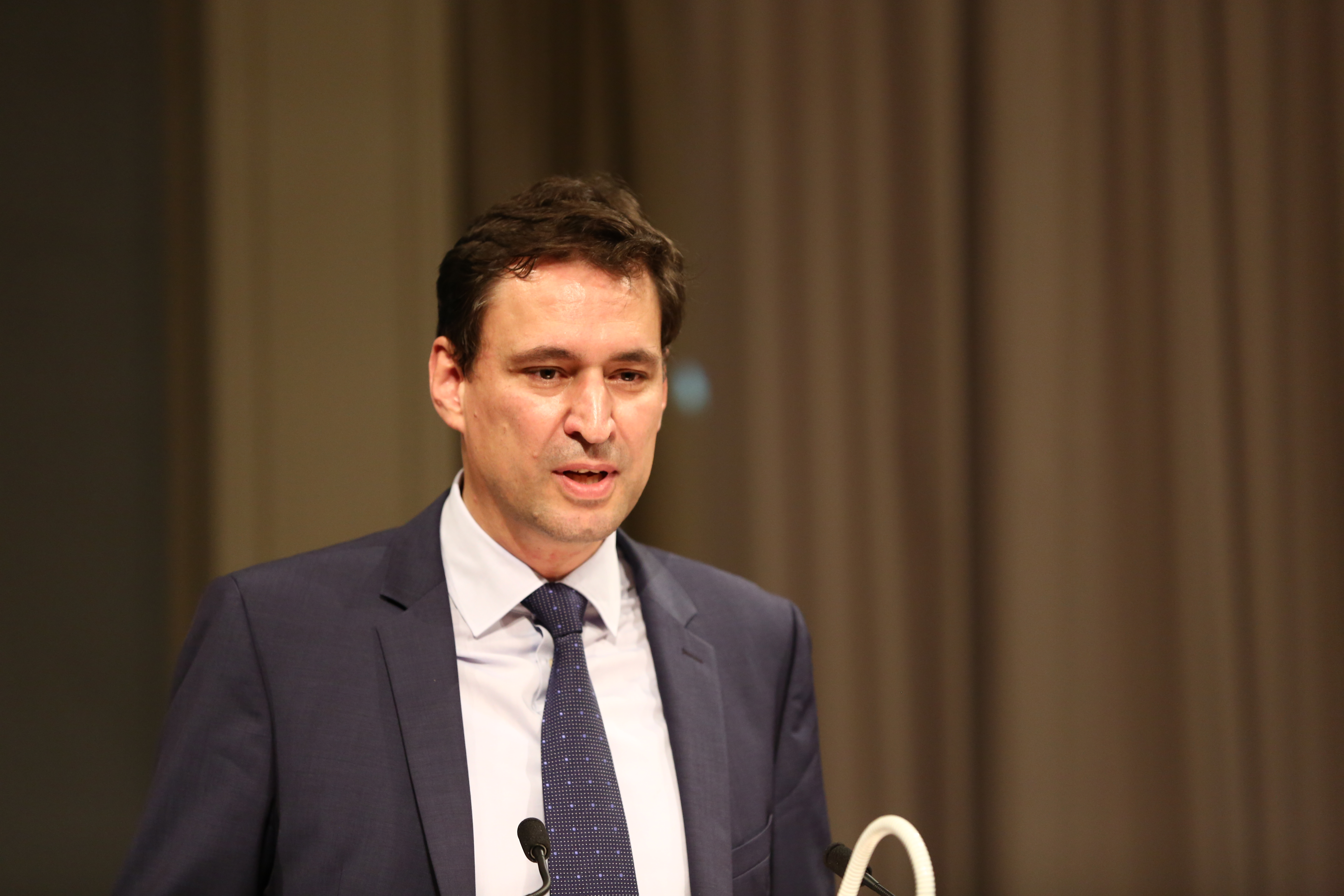
Georg Eisenreich, 2017

Georg Eisenreich (* 6. Dezember 1970 in München) ist ein deutscher Politiker (CSU) und seit 2003 Abgeordneter des Bayerischen Landtags. Seit November 2018 ist er Bayerischer Staatsminister der Justiz. Von März bis November 2018 war er Staatsminister für Digitales, Medien und Europa.

## Ausbildung und Beruf
Georg Eisenreich machte 1990 am Ludwigsgymnasium in München sein Abitur und studierte anschließend Rechtswissenschaften an der Universität München. 1999 legte er das zweite juristische Staatsexamen ab. Danach arbeitete er als Rechtsanwalt in München.

## Politik
Eisenreich ist seit 1990 Mitglied der CSU, seit 1999 Kreisvorsitzender der CSU München Süd und war von 2011 bis 2021 stellvertretender Bezirksvorsitzender der CSU München. Seit dem 16. Juli 2021 ist er Bezirksvorsitzender der CSU München.
Zwischen Mai 2002 und Oktober 2003 war Eisenreich ehrenamtlicher Stadtrat in München. Seit dem 6. Oktober 2003 ist er Mitglied des Bayerischen Landtags. Von 2008 bis 2013 war er dort stellvertretender Vorsitzender des Ausschusses für Bildung, Jugend und Sport sowie Bildungspolitischer Sprecher der CSU-Landtagsfraktion. Von 2010 bis 2013 leitete er die interfraktionelle Arbeitsgruppe des Bayerischen Landtags zur Umsetzung der UN-Behindertenrechtskonvention. Er vertritt den Stimmkreis München-Hadern (Wahlkreis Oberbayern) im Landtag, den er stets direkt gewann. Am 9. Oktober 2013 berief Ministerpräsident Horst Seehofer ihn als Staatssekretär für Bildung und Kultus, Wissenschaft und Kunst in sein Kabinett. Vom 21. März bis zum 12. November 2018 war er bayerischer Staatsminister für Europa, Digitales und Medien im Kabinett Söder I und ist seit dem 12. November 2018 bayerischer Staatsminister der Justiz in den Kabinetten Söder II und III. 2022 übernahm Eisenreich als Leiter des Bayerischen Staatsministeriums der Justiz den Vorsitz für die 93. sowie die 94. Justizministerkonferenz.
Seit dem 6. Dezember 2023 ist Staatsminister Eisenreich als Vertreter des Freistaats Bayern Mitglied des ZDF-Fernsehrats, seit dem 5. Juli 2024 ist er dort Mitglied im Programmausschuss Chefredaktion.

## Mitgliedschaften
Eisenreich ist Schirmherr der Bereitschaften des Bayerischen Roten Kreuzes.

## Privates
Georg Eisenreich ist römisch-katholisch, verheiratet und hat drei Kinder. Im September 2023 trat Eisenreich zusammen mit Christian Ude als Kabarettist in München auf.